# Varanus beccarii
Varanus beccarii är en ödleart som beskrevs av  Giacomo Doria 1874. Varanus beccarii ingår i släktet Varanus och familjen varaner. Inga underarter finns listade i Catalogue of Life.
Arten förekommer endemisk i Kabupaten Kepulauan Aru som tillhör Indonesien. Honor lägger ägg.

## Bildgalleri

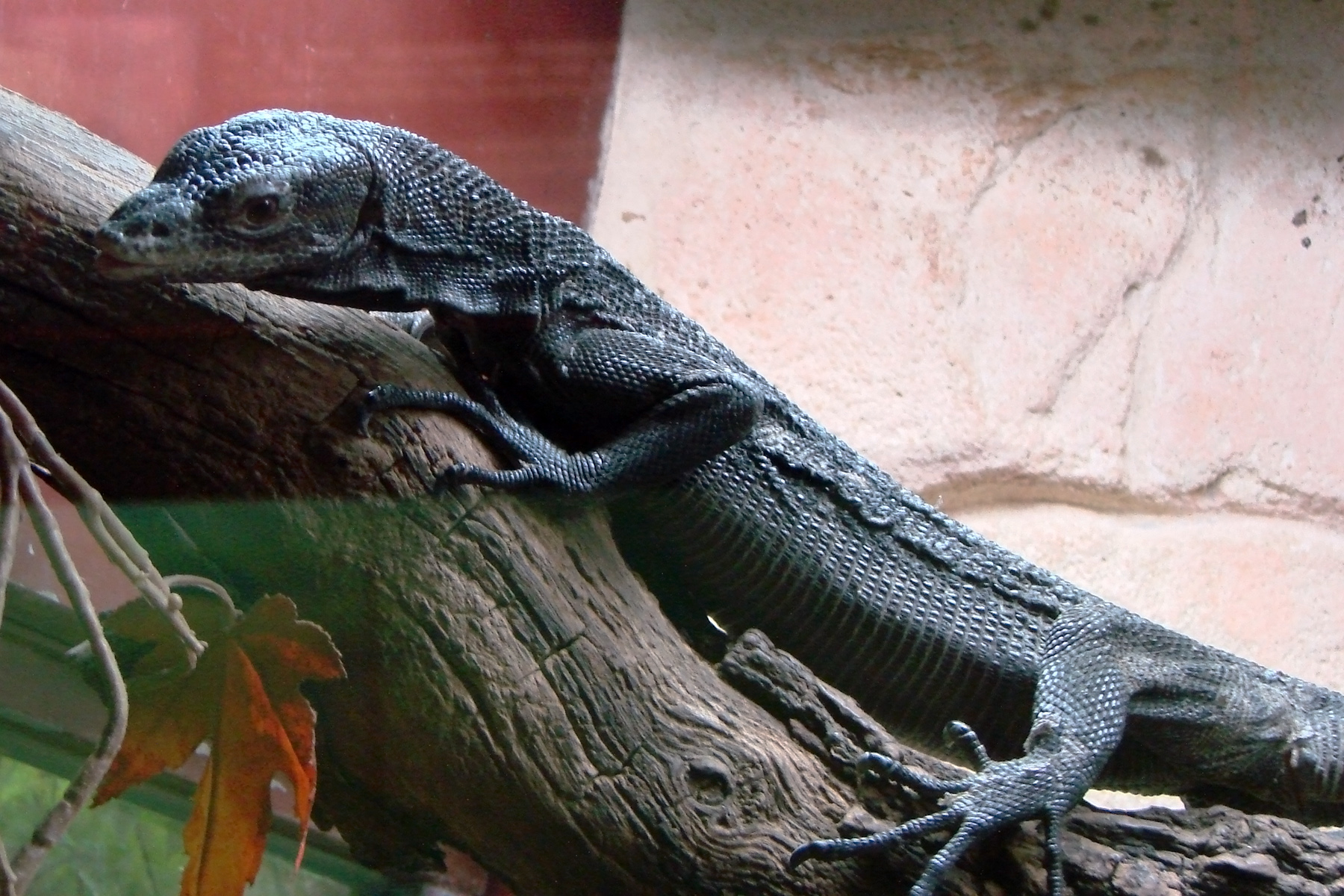
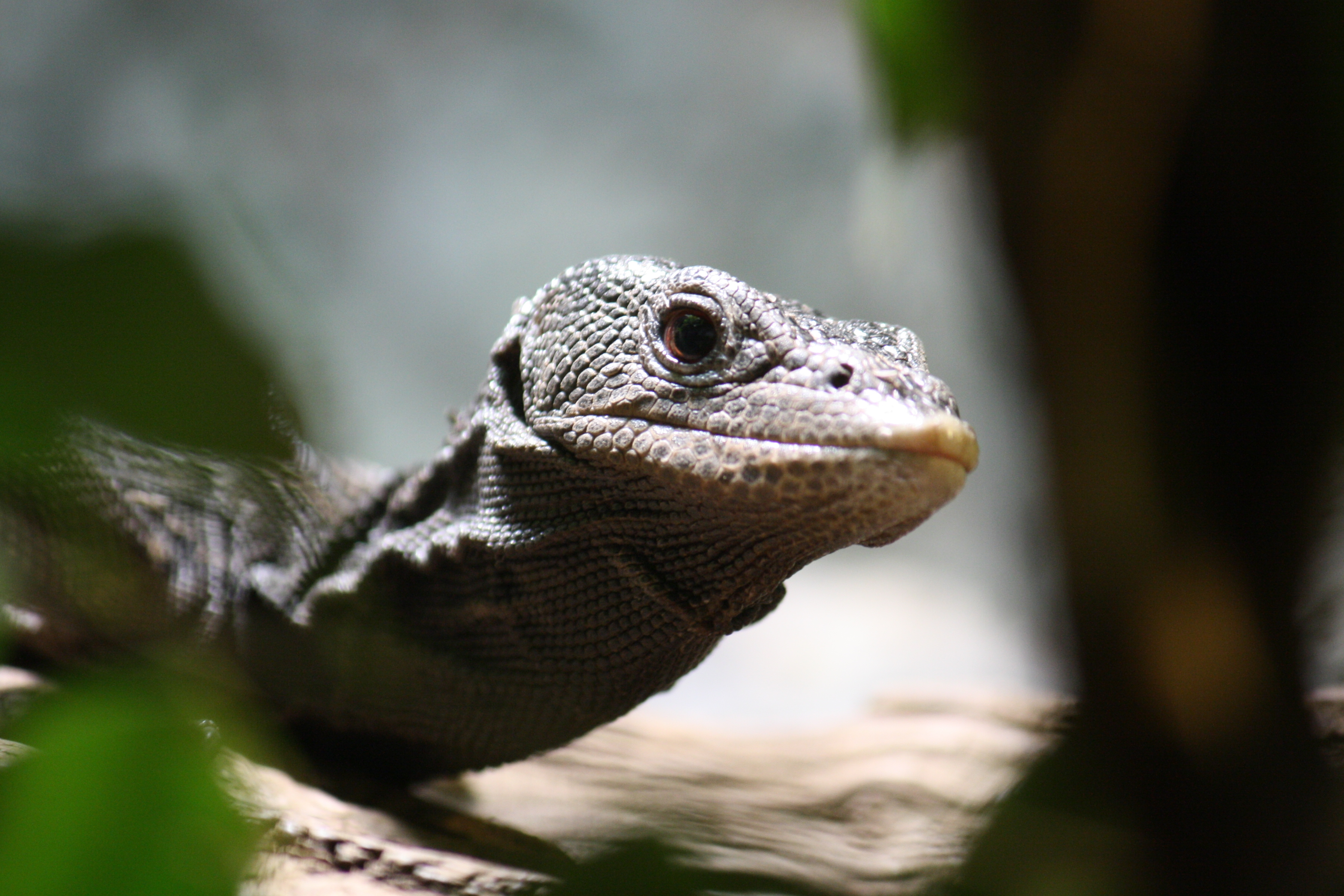
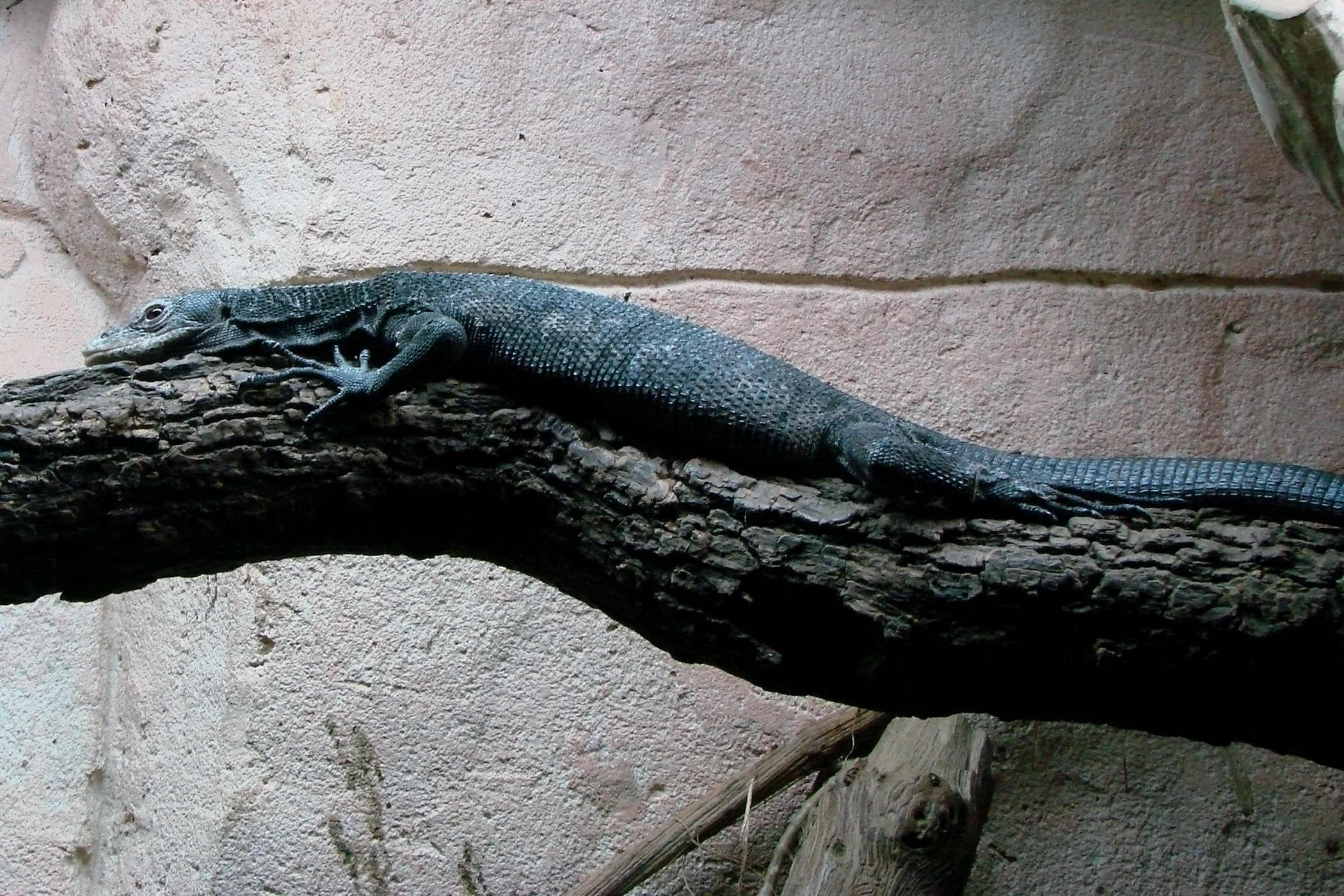
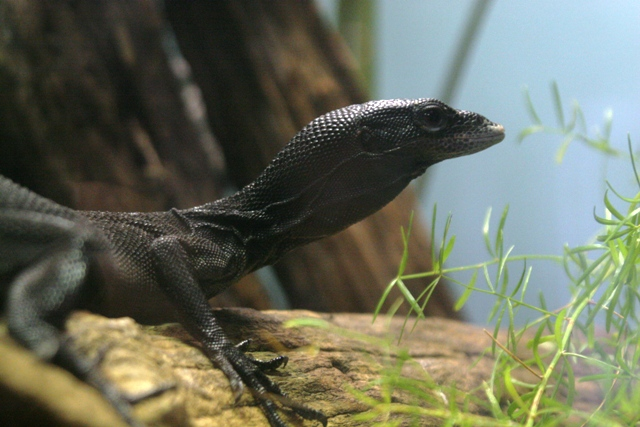